# Ever (perfumy)

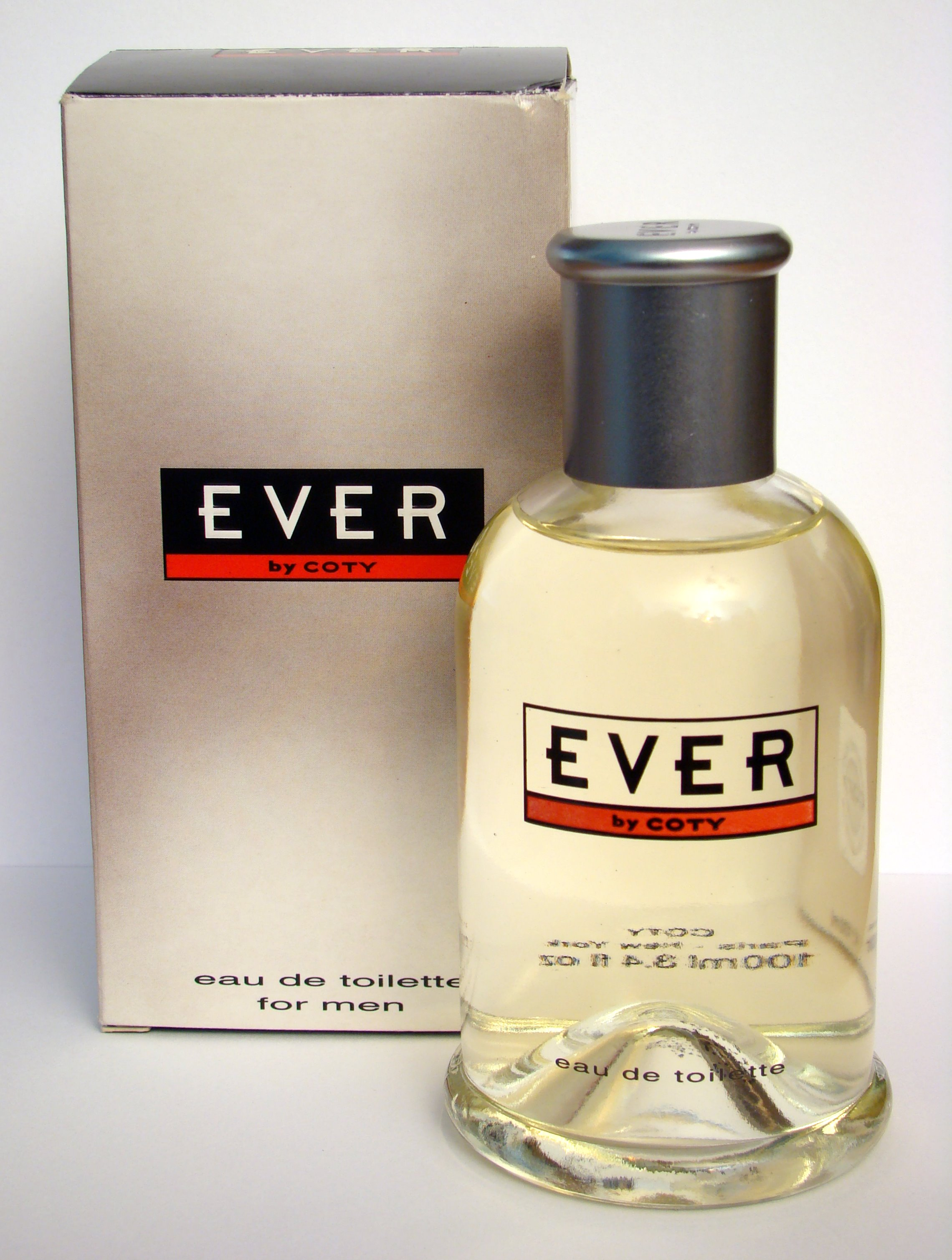
Ever by Coty (flakon perfum)

Ever by Coty – perfumy produkowane w latach 1998–2008 przez francuską firmę Coty zajmującą się modą.
Zawierały w sobie świeżo-wodne nuty zapachowe, przeznaczony były na dzień. W skład linii kosmetyku wchodziło: woda toaletowa, woda po goleniu, dezodorant, żel pod prysznic.